# Ломовая (приток Басандайки)
Ломовая — река в России, протекает по Томскому району Томской области. Устье реки находится в 38 км по левому берегу реки Басандайка, в селе Петухово. Длина реки составляет 10 км.

## Данные водного реестра
По данным государственного водного реестра России относится к Верхнеобскому бассейновому округу, водохозяйственный участок реки — Томь от города Кемерово и до устья, речной подбассейн реки — Томь. Речной бассейн реки — (Верхняя) Обь до впадения Иртыша.